# Četena Ravan
Četena Ravan je vas nad Poljansko dolino v neposredni bližini smučarskega centra Stari vrh v Občini Gorenja vas - Poljane. Je rojstna vas prvega slovenskega jezikoslovca Gregorja Kreka.